# Dismenorrea
La dismenorrea o menstruació dolorosa és una trastorn menstrual caracteritzat per dolors especialment intensos a les zones pelviana i abdominal que apareixen en els moments previs o durant la menstruació. La seva diagnosi mèdica, aplicable exclusivament a les dones, es du a terme quan el dolor menstrual és tan fort que limita l'activitat normal de la persona, i pot requerir medicació.
D'acord amb la Llei Orgànica 1/2023, del 28 de febrer, per la qual es modifica la Llei Orgànica 2/2010, del 3 de març, de salut sexual i reproductiva i de la interrupció voluntària de l'embaràs, la regla dolorosa pot ser motiu de baixa laboral.

## Classificació
La dismenorrea pot ser classificada com a primària o secundària.
La dismenorrea primària és una entitat pròpia, com el seu nom indica. Apareix des de la menarquia i normalment per a tota la vida fèrtil (sol presentar-se en dones d'entre 17 i 25 anys i és poc habitual en edats posteriors o després d'haver tingut fills). Es presenta com un dolor agut o espasmòdic a la zona baixa de l'abdomen. En aquest cas, comença entre 24 i 48 hores abans de l'inici de la menstruació i pot anar desapareixent de forma gradual al llarg del període menstrual.
La dismenorrea secundària és causada per una altra malaltia (per exemple, l'endometriosi o la malaltia inflamatòria pelviana). Normalment és d'aparició més tardana que la primària (es presenta més sovint en dones més grans de 30 anys i, sobretot, en les que han tingut fills). El dolor és més continu i pesat. Sol aparèixer una setmana abans de la menstruació, i pot alleujar-se o empitjorar durant els dies de la menstruació, o fins i tot persistir durant tot el cicle.
De menys utilitat és la classificació segons l'òrgan causant de l'alteració es pot classificar entre ovàrica, tubàrica, uterina o vaginal.

## Etiologia
La causa de dismenorrea depèn de si és primària o secundària.

### Dismenorrea primària
Les contraccions uterines anormals són resultat d'un desequilibri químic en el cos; se'n parla més extensament en l'apartat de fisiopatologia.

### Dismenorrea secundària
- Causes ginecològiques (més freqüents):
  - Endometriosi: és la més freqüent. Es tracta de teixit endometrial implantat fora de l'úter, normalment en altres òrgans reproductors dins de la pelvis o en la cavitat abdominal, produint sovint sagnant interior, infecció, i el dolor pelvià.
  - Malaltia inflamatòria pelviana (MIP), infeccions.
  - Fibromes uterins, tumors, o pòlips a la cavitat pelviana.
- Altres causes (infreqüents):
  - Altres ginecològiques: avortament, embaràs anormal (ectòpic), Mittelschmerz, malformacions genitals (himen imperforat), envans vaginals, varicocele femenina, ús de dispositiu intrauterí.
  - Urològiques: infecció urinària, síndrome uretral crònic, litiasi renal, cistitis intersticial, diverticulosi, neoplàsia vesical.
  - Gastrointestinals: síndrome del còlon irritable, diverticulitis, hèrnies, malaltia inflamatòria intestinal, constipació crònica, neoplàsies.
  - Músculo-esqueleticas: desviacions de la columna lumbar, hèrnia discal, lesions músculo-esquelètiques.
  - Psicològiques (com a causa única).

## Epidemiologia
Es calcula que entre el 25% i el 60% de les dones la pateixen i que entre l'1% i el 15% dels casos presenten més intensitat. Cal considerar-la un trastorn de certa rellevància, ja que és una causa important d'absentisme laboral o escolar, d'automedicació i de consulta.
La màxima incidència és entre els 18 i 25 anys. La dismenorrea primària afecta més sovint a dones solteres (61%) que a les casades (51%). Un 30% de les pacients que presenten dismenorrea poden experimentar millora del quadre dolorós immediatament després del part.
No es presenta dismenorrea durant els cicles anovulatoris (mínima síntesi de prostaglandines), ja sigui en els primers cicles amb la menàrquia o abans de la menopausa (a part de les pacients que prenen anovulatoris per motiu anticonceptiu o per tractament de la mateixa dismenorrea).

## Factors de risc
Poden presentar un risc augmentat:
- Antecedents familiars de dismenorrea.
- Tabaquisme (dosi-depenent).
- Ingesta alcohòlica durant la menstruació (l'alcohol tendeix a prolongar el dolor menstrual).
- Sobrepès.
- Menàrquia abans de l'edat d'11 anys.

## Fisiopatologia

### Història
El 1924, Macht i Lubin van sentenciar que en el sagnat menstrual estaven presents toxines que desencadenen els episodis de dolor. El 1932, Novac va establir l'existència d'una relació entre la dismenorrea i els estats d'hiperactivitat uterina. El 1934, Von Euler va determinar que les prostaglandines ocasionaven la contracció del múscul llis en general i sobre l'uterí en particular. El 1940, Jacobson descriu l'existència de canvis elèctrics i mecànics a l'úter durant la fase menstrual. El 1950, Liesse assevera que alteracions electromecàniques són la causa de la dismenorrea. Pickles el 1968, va trobar que la concentració de la prostaglandina F estava notablement augmentada en el flux menstrual de dones amb dismenorrea, i va sentenciar que existia una relació causa-efecte. El 1980, Smith administrant prostaglandina endovenosa reprodueix el quadre clínic de dismenorrea. A la dècada dels 90, s'assenyala que la prostaglandina F-2a, està molt augmentada a la menstruació i a l'endometri de pacients amb dismenorrea, i té relació amb l'increment de la contracció uterina. Al mateix temps, des de feia diversos anys s'havien presentat algunes consideracions sobre la relació entre elevació de la vasopresina i augment de la contracció uterina, però estudis posteriors han demostrat la poca rellevància a la fisiopatologia de la dismenorrea. A l'última dècada, s'ha observat que la hiperactivitat de la via 5-lipo-oxigenasa porta a una major producció dels leucotriens, els quals també s'han correlacionat amb un augment de la contracció uterina durant el període menstrual. S'ha demostrat un notable augment dels leucotriens a l'endometri de dones amb dismenorrea primària, sobretot en aquelles que no responen al tractament amb inhibidors de les prostaglandines.

### Processos bioquímics
El procés bioquímic ve iniciat per la disminució de la progesterona al final de la segona fase del cicle menstrual amb la lisis de les cèl·lules endometrials i l'alliberament dels fosfolípids de la membrana i la fosfolipasa A-2 dels lisosomes.
A nivell miometrial tindria més importància la via de la ciclooxigenasa, i les prostaglandines amb major presència a nivell endometrial serien les prostaglandines E-2 i F-2α.
En el següent esquema es pot veure les accions del diferents productes.
La contractilitat uterina generarà isquèmia a l'interior del miometri uterí i la contracció miometrial serà de tal intensitat que produirà augment en la pressió Intrauterina fins a 200 o 300 mm de Hg, la qual és major que la succeïda durant el part.
És freqüent que es presentin de 20 a 40 contraccions per hora.
Wu i cols. asseguren que la presència dels genotips CYP2D6 i GSTM1 estan associats amb un increment del risc de dismenorrea recurrent. Per al CYP2D6 l'OR és de 1.7 i per a GSTM1 l'OR és de 1.8, quan ambdós genotips són considerats junts, és molt major el risc de dismenorrea recurrent (OR = 3.1). No hi ha una apreciable relació entre la presència d'aquests genotips i la dismenorrea ocasional.

### Modificacions radioanatòmiques
El 2004, Masako Kataoka i cols., fan un estudi per RMN de pacients amb dismenorrea, establint una correlació entre la contractilitat i la morfologia uterines. Així, a la dismenorrea hi ha, contràriament al que es podria pensar, una disminució de la motilitat amb un estat de contracció més mantinguda que es concreta a la isquèmia i que es tradueix radiològicament amb un augment del gruix (que pot ser gairebé total = més dismenorrea) i una baixa intensificació interna, amb la possibilitat de distorsió (que també es correlaciona amb la dismenorrea).
Els següents esquemes són els que classificaven les troballes per RMN i les correlacionaven amb la simptomatologia, per Masako i cols.
| Gruix     | < 1/2  | >=1/2   | Total |
| Distorsió | Absent | Present |       |

## Clínica
La dismenorrea pot presentar-se no només com a dolor aïllat, sinó com un conjunt de símptomes que engloba altres problemes, com nàusees i vòmits, fatiga, diarrea i cefalea, i també mareig, dolor a les cames, ansietat, irritabilitat, depressió i inflor. Aquesta disfunció és, per tant, una síndrome de tensió premenstrual que pot arribar a representar un deteriorament de l'estat físic i psíquic a les dones que la pateixen de forma periòdica.
Són variables i poden incloure:
- Rampes a l'abdomen baix.
- Dolor a l'abdomen baix.
- Dolor lumbar i/o sacre.
- Dolor irradiat a EEII.
- Nàusees i vòmits (89%).
- Diarrea (60%).
- Fatiga, astènia (85%).
- Cefalea (45%).
- Síncopes.

## Diagnòstic
Tot el procés diagnòstic anirà orientat a descartar una possible dismenorrea secundària, i en funció de les troballes es determinarà la utilitat de les proves complementàries.
|                | Dismenorrea primària                                                                                         | Dismenorrea secundària                                                                     |
| -------------- | --- | ------------------------------------------------------------------------------------------ |
| Tipus de dolor | Agut o espasmòdic                                                                                            | Continu i pesat                                                                            |
| Inici          | Entre 24 i 48 hores abans de l'inici de la menstruació i desapareix de forma gradual al final del primer dia | Una setmana abans de la menstruació, i pot persistir durant tot el cicle                   |
| Edat           | Entre 17 i 25 anys i és poc habitual en edats posteriors o després d'haver tingut fills                      | Majors de 30 anys i, sobretot, en les que han tingut fills                                 |
| Nota           | | Pot ser un símptoma d'una malaltia subjacent, i per això és recomanable consultar el metge |

Caldrà però: 
- Una història mèdica detallada.
- Un examen físic i ginecològic complet.
- Se sol demanar una anàlisi general de sang i orina.
- Les proves complementàries poden incloure: ecografia, RMN, laparoscòpia, histeroscòpia.

## Tractament
El tractament específic per a la dismenorrea primària ha de tenir en consideració:
- Edat, comorbiditats, antecedents.
- Intensitat.
- Tolerància per a les medicacions específiques, procediments, o teràpies.
- L'opinió, expectatives o preferència de la pacient.

Seguidament parlarem dels Estudis Controlats Aleatoritzats (ECA) que es mostren a la part dels annexos.

### Tractaments d'eficàcia comprovada
Oblidant disertar sobre els dos tractaments més eficaços: els antiinflamatoris no esteroidals (AINEs) i els anticonceptius orals combinats (AOCs), on generalment la indústria farmacèutica i els estudis no controlats intenten fer veure que un AINE és millor que un altre, o que un anticonceptiu oral porta menys contingut estrogènic i, per tant, és millor... tots dos tenen per objectiu la inhibició endometrial de prostaglandina.

#### AINEs
Actuen per inhibició de la ciclooxigenasa (menys producció de prostaglandines).
Són el tractament d'elecció llevat que es vulgui un tractament anticonceptiu complementari o existeixi contraindicacions.
No hi ha ECA que determinin l'avantatge d'un sobre els altres, com podria ser la superioritat dels inhibidors selectius de la COX-2.

#### AOCs
Actuen per disminució de la proliferació endometrial (menys substrat per a les prostaglandines). Normalment s'utilitzen els anticonceptius orals combinats.
Els ECA realitzats són a dosis més altes que els que actualment es prescriuen.

### Tractaments menys efectius o qüestionats
Tot i l'eficàcia dels tractaments esmentats, al voltant d'un 20-25% de les pacients amb dismenorrea no aconsegueixen alleujar-se de forma suficient, per això i a vegades de forma complementària o per preferències de la pacient hi ha tot un seguit de tractaments addicionals o alternatius, que a continuació es repassen:

#### Paracetamol
Resulta menys efectiu que els AINEs; indicat en casos de contraindicació als AINEs.

#### Tractaments físics
Estora a l'abdomen, bany calent o dutxa, massatge abdominal. No hi ha ECAs realitzats; en tot cas ajuden.

#### Intervencions en el comportament, relaxació
Les teràpies de comportament assumeixen que els factors psicològics i mediambientals interaccionen recíprocament amb els processos físics. Per exemple, l'estrès podria influir sobre la dismenorrea.
Se centren en les estratègies de tractament físiques i psicològiques per als símptomes (com el dolor) en lloc de les solucions mèdiques per a la causa subjacent dels símptomes. Un exemple d'una teràpia del comportament que s'està utilitzant és la relaxació per a ajudar la dona a superar les rampes doloroses menstruals. Un ECA va trobar que la relaxació muscular progressiva, amb ajuda, o sense, de la imaginació, pot ajudar amb els símptomes espasmòdics menstruals (aguts: les rampes de dolor). També que l'entrenament en l'autocontrol del dolor i la relaxació més biofeedback poden ajudar a la dismenorrea. Els resultats no són concloents a causa del petit nombre de dones en els assaigs i els pobres mètodes usats en alguns dels estudis.

#### Modificacions dietètiques i suplements vitamínics
S'ha parlat d'augmentar la proteïna i el sucre i disminuir la cafeïna.
La vitamina B1 mostra ser un tractament eficaç per a la dismenorrea presa a 100 mg/dia, encara que aquesta conclusió es posa en dubte lleugerament per basar-se en només un ECA, encara que gran. Els resultats suggereixen que el magnesi és un tractament prometedor per a la dismenorrea. Tot i que és incerta la dosi o el règim de tractament a utilitzar per a la teràpia amb magnesi, a causa de les variacions en els assaigs inclosos, no pot fer-se cap recomanació en ferm fins que es dugui a terme una avaluació extensa. En conjunt no hi ha evidències suficients per a recomanar l'ús de qualsevol altra fitoteràpia o dietoteràpia.

#### Exercici regular
En un ECA es va comparar un grup d'entrenament que va participar en 30 minuts d'exercici aeròbic 3 dies per setmana durant 3 mesos contra un grup control sedentari, existint diferències significatives a favor de les pacients que feien l'exercici.

#### La interrupció quirúrgica de les vies dels nervis pelvians
L'ablació del nervi uterí (ANU) i la neurectomia presacra (NPS) són dos tractaments quirúrgics que s'han utilitzat cada vegada més en els últims anys degut als avenços en els procediments laparoscòpics. Ambdós procediments interrompen la majoria de les fibres nervioses sensitives cervicals del dolor. La revisió d'assaigs va trobar que només hi havia una evidència limitada per a recolzar l'ús de cirurgia per a la dismenorrea primària i una evidència petita per al seu ús en les dones amb endometriosi. No es va trobar cap efecte advers amb l'ANU però amb la NPS es va descriure que causava restrenyiment tractable. Es necessita més investigació.

#### Electroestímulació transcutània del nervi (TENS)
La TENS és un tractament que ha demostrat ser eficaç per a l'alleugeriment del dolor en una varietat de condicions. Es posen els elèctrodes a la pell i s'aplica corrent elèctric a diferents freqüències i intensitats per a estimular aquestes àrees i així proporcionar l'alleugeriment de dolor. A la dismenorrea es pensa que la TENS actua per l'alteració de l'habilitat del cos de rebre o percebre els signes de dolor en compte de tenir un efecte directe en les contraccions uterines.
Es va trobar que la TENS a freqüència alta era eficaç per al tractament de dismenorrea en diversos assaigs petits. Els efectes adversos menors informats en un assaig requereixen la investigació extensa. No hi ha evidència suficient per a determinar l'efectivitat de la TENS a freqüència baixa en la reducció de la dismenorrea.

#### Acupuntura
No hi ha prou evidència per a determinar l'efectivitat de l'acupuntura reduint la dismenorrea, no obstant això un sol assaig petit però metodològicament correcte d'acupuntura fa pensar en el benefici per a aquesta modalitat.

#### Imants
Comparat amb un placebo per l'efecte que provoca en els pacients, el magnetisme dels imants pot reduir el dolor fins a 3 hores després de l'aplicació comparat amb l'aplicació de no-imants en les dones amb el dismenorrea primària.

#### Dispositius Intrauterins (DIU), Alliberadors de Levonorgestrel
Estaria indicat en aquells casos que interessés una contracepció, perquè es podria utilitzar aquest DIU pel fet d'alliberar levonorgestrel que disminueix la dismenorrea. Actuaria produint un menor creixement endometrial, generant-se una pseudo-decidualització, la qual disminueix el substrat per de formació de prostaglandines.

#### Pegats de Trinitrat de Glicerina
Pitrof i cols., en indicar que el dolor que caracteritza a la dismenorrea està associat amb increment en la pressió Intrauterina, han provat aquests pegats per relaxar la fibra uterina (en actuar sobre l'òxid nítric endogen). Com que el trinitrat de glicerina té una vida mitjana curta i una ràpida dispersió al torrent circulatori s'administra per via transdèrmica. Tal com és conegut per l'ús en l'angor, l'efecte secundari més habitual és la sensació de calor al cap i cefalea. No està reconegut l'ús d'aquests pegats per al tractament de la dismenorrea.

#### Tamoxifèn
Té propietats antiestrogènica a nivell de l'úter, per tant és un important inhibidor de la contractilitat del miometri, i de la vasoconstricció de les artèries uterines. No hi ha ECA que l'avalin.

#### Dilatació cervical
Actuaria facilitant l'expulsió del flux menstrual i la destrucció parcial de fibres i plexes cervicals. No hi ha ECA que l'avalin.

#### Manipulació espinal
Cap evidència en conjunt que sigui eficaç.
Curioses les hipòtesis en què es basarien les tècniques de manipulació: una és que una disfunció mecànica en certes vèrtebres causa disminució en la mobilitat espinal. Això podria afectar el subministrament del nervi simpàtic als vasos sanguinis que irriguen les vísceres pelvianes, conduint a la dismenorrea com un resultat de vasoconstricció. La manipulació d'aquestes vèrtebres augmenta la mobilitat espinal i pot millorar el subministrament de sang pelviana. Una altra hipòtesi és que la dismenorrea és un dolor referit originat en les estructures musculoesqueléticas que comparteixen les mateixes vies que els nervis pelvians.

#### Toxina botulínica
La toxina botulínica tipus A redueix la pressió als músculs del sòl pelvià més que el placebo. La toxina botulínica tipus A podria ser un agent útil per a les dones amb l'espasme del múscul de sòl pelvià associat a la dismenorrea.